# Bazancourt (Marna)
Bazancourt è un comune francese di 1 985 abitanti situato nel dipartimento della Marna, nella regione del Grand Est.

## Società

### Evoluzione demografica
Abitanti censiti